# Doom: Annihilation
Doom: Annihilation (conocida como Doom: Aniquilación en Hispanoamérica) es una película de acción y ciencia ficción estadounidense de 2019 escrita y dirigida por Tony Giglio. Está protagonizada por Amy Manson, Dominic Mafham, Luke Allen-Gale y Nina Bergman. La cinta pretende ser un reinicio basado en la franquicia de videojuegos Doom de id Software y es la segunda adaptación cinematográfica en acción real de la franquicia después del estreno de la película Doom: la puerta del infierno de 2005.
En la película, los marines luchan contra criaturas parecidas a demonios en una instalación en Fobos, que han emergido de un antiguo dispositivo de teletransportación conocido como "puertas".
Giglio presentó a Universal Pictures su idea de una nueva película en 2015, pero inicialmente fue rechazada. El éxito del videojuego homónimo de 2016 convenció a Universal Pictures de continuar y encargar un guion a Giglio. El proyecto se anunció en abril de 2018, con la fotografía principal comenzando poco después y terminando en junio de 2018, con fotografías adicionales a principios de 2019.
Doom: Annihilation se estrenó directamente a video el 1 de octubre de 2019 y recaudó $76.889 en formato casero.

## Argumento
En una base de la Union Aerospace Corporation (UAC) en Fobos, el Dr. Malcolm Betruger (Dominic Mafham) se prepara para teletransportar a un voluntario desde un laboratorio de la UAC en Nevada, Estados Unidos hacia Fobos utilizando antiguos teletransportadores conocidas como "puertas". El experimento resulta exitoso, pero el sujeto emerge parcialmente deformado. En un buque de transporte espacial de la UAC, un grupo de infantes de la marina que se encuentran en una misión para proteger la base de Fobos, se despierta del criosueño. Entre ellos se encuentra Joan Dark (Amy Manson), una teniente deshonrada con el que los otros marines son reacios a trabajar. Junto a ellos se encuentra Bennett Stone (Luke Allen-Gale), un científico y exnovio de Joan. En contra de los deseos del Dr. Ahmed Kahn (Hari Dhillon), Betruger se prepara para teletransportarse a la base de Nevada. Después de los preparativos de la Dra. Veronica Gyr (Katrina Nare), Betruger atraviesa la puerta. Sin embargo, la base de Fobos se desconecta repentinamente cuando los monstruos emergen de la puerta.
Incapaces de comunicarse con la base o entrar en ella, los marines reciben órdenes de investigar y restaurar la energía. Entran por la entrada de emergencia y Bennett descubre que la energía de reserva se ha agotado al dos por ciento, otorgándoles 90 minutos antes de que explote el reactor de fusión. Los marines luego son atacados por personal de la UAC que se han convertido en criaturas parecidas a zombis. Durante el ataque, los marines encuentran a tres supervivientes: Betruger, Veronica y el capellán de la base, Glover (Louis Mandylor). Betruger revela que la UAC ha estado estudiando las puertas durante 30 años para colonizar planetas. Se cree que las puertas fueron dejadas por una antigua raza alienígena, mientras que Glover cree que son demonios. En contra de los deseos de Betruger, Joan ordena a los marines y supervivientes restantes que evacuen la base.
Al regresar al transporte, la tripulación es atacada por demonios parecidos a diablillos, matando a varios marines, incluido Glover. Con el transporte desactivado, Joan acepta el plan de Betruger de restaurar la energía para usar la puerta para teletransportar a los sobrevivientes a la base de Nevada, sin embargo, le revela a Bennett que su acuerdo fue una artimaña para restablecer las comunicaciones. Mientras Bennett restaura el poder de la base, Betruger revela que Joan fue deshonrada por permitir que una terrorista saliera libre debido a su mal juicio. Betruger luego mata a Veronica y sella a los marines en el servidor de energía, que luego son atacados por diablillos. Con solo Joan y Bennett en pie, planean evitar que Betruger active la puerta.
Después de que Joan adquiere el BFG 9000, Bennett es atacado por un diablillo. Mientras Joan se abre camino a la cámara de teletransportación, es atacada por un Bennett zombificado, lo que la obliga a matarlo. Joan luego dispara a Betruger, quien resucita inmediatamente y empuja a Joan hacia la puerta. Joan es teletransportada a un planeta extraterrestre, donde se encuentra con una horda de extraterrestres y el señor supremo de ellos. El revela que planean reclamar la Tierra y aniquilar a la humanidad. Ella dispara al señor supremo y dispara a la horda con granadas ST de plasma mientras regresa a la puerta. Luego es teletransportada a la base de Nevada y exige que se cierre la puerta. Es detenida por la policía y sedada por seguridad. Antes de perder el conocimiento, la puerta comienza a reactivarse. El Dr. Kahn cree que se trata de Betruger y cuando la película se torna negra, se escucha un gruñido aterrador.

## Reparto
- Amy Manson como la Teniente Joan Dark.
- Agleya Gumnerova como Joan Dark (11 años).
- Dominic Mafham como el Dr. Malcolm Betruger.
- Luke Allen-Gale como Dr. Bennett Stone.
- James Weber Brown como el Capitán Hector Savage.
- Clayton Adams como Steven Winslow.
- Nina Bergman como Carley Corbin.
- Amer Chadha-Patel como Rance Redguo.
- Gavin Brocker como el Sargento Harold "Harry" Friesen.
- Chidi Ajufo como el Sargento Logan Akua.
- Hari Dhillon como el Dr. Ahmed Khan.
- Katrina Nare como la Dra. Veronica Cyr.
- Arkie Reece como el Capitán Fadel Tarek.
- Jenma Moore como Li Chen.
- Louis Mandylor como el Capellán Glover.
- Gina Phillips como Daisy (voz).
- Cassidy Little como Morgan.
- Plamena Bozhilova como Olivia Dark.
- Lorina Kamburova como la Dra. Sandy Peterson.
- Nathan Cooper como el Dr. Ezekiel Barnes.

## Producción
En 2015, el director Tony Giglio le presentó a Universal Pictures su esquema para una nueva película de Doom. Universal se negó debido a que la película no estaba en su lista y debido a la decepción financiera de la película anterior de 2005. Después del lanzamiento del videojuego de 2016, Giglio volvió a lanzar la idea a Universal al revelar las cifras de ventas del juego y el nuevo interés en la propiedad de los fanáticos nuevos y antiguos. Convencido, la empresa exigió ver un guion primero. A continuación, Giglio escribió un tratamiento de 25 páginas. Giglio dijo que la película anterior carecía de demonios, infierno y el uso adecuado de las puertas y deseaba priorizar esos elementos para la nueva película.
Giglio creó el personaje protagónico de Joan después de inspirarse en The Terminator y Alien, el octavo pasajero, sintiendo que una protagonista femenina puede ser efectiva en una película de acción y ciencia ficción. El personaje recibió su nombre de la famosa militar y heroína francesa Juana de Arco. Se produjeron cuatro trajes para los diablillos, uno diseñado para saltar. La inspiración se tomó de los primeros tres juegos de Doom, ya que Universal no retuvo los derechos de la versión de Bethesda. Universal invitó a Bethesda a participar en la película; sin embargo, Bethesda declinó respetuosamente y deseó lo mejor a la producción. En abril de 2018, Universal reveló planes para un reinicio directo a video de Doom, que será producido por su subsidiaria Universal Entertainment. Nina Bergman confirmó su participación en una publicación de Instagram. Autonomous FX recibió el encargo de trabajar en los efectos especiales, el maquillaje y los diseños de demonios. Los demonios fueron rediseñados para tener piel carbonizada y bordes afilados para cuernos más orgánicos, mientras conservaban los ojos brillantes y la boca ancha del diseño original del juego.

### Rodaje
La fotografía principal fue enviada a Bulgaria en junio de 2018. Se iniciaron fotografías adicionales a principios de 2019 para mejorar ciertas escenas y efectos visuales. La película utilizó 1.000 tomas de efectos visuales. La secuencia del infierno se filmó con Amy Manson de pie ante una pantalla verde, y se construyó una pequeña zona de roca para las escenas de agua.

## Recepción

### Marketing
En marzo de 2019, Universal reveló imágenes, una sinopsis, una posible fecha de lanzamiento y reveló el título oficial de la película como Doom: Annihilation. Ese mismo mes, se lanzó el primer tráiler. El tráiler recibió reacciones negativas de los aficionados, con id Software confirmando que no estuvo involucrado en la película. Giglio admitió no estar entusiasmado con el primer tráiler, ya que en ese momento solo 80 efectos de las 1,000 tomas de efectos estaban completos para su uso en marketing. Giglio notó que el segundo avance fue mejor recibido, diciendo: "Una vez que los fanáticos vieron el segundo avance, creo que algunas personas más dijeron: 'Oh, espera un minuto. Eso no es lo que pensé que iba a ser la película'".

### Formato casero
Doom: Annihilation se lanzó en Blu-ray, DVD y HD digital el 1 de octubre de 2019. La película estaba programada originalmente para ser lanzada en abril de 2019. En diciembre de 2019, la película estuvo disponible en Netflix. Junto con el Blu-ray y el DVD, recaudaron $ $77,879 en ventas de formato casero.

### Crítica
En Rotten Tomatoes, la película tiene un índice de aprobación del 43% basado en 7 reseñas, con una calificación promedio de 4.97 de 10. Alex Kane de Forbes calificó la película de "diversión buena y basura", elogiando las escenas de acción, los efectos especiales, la actuación de Manson y las mejoras sobre la película de 2005, pero criticó el valor de producción. Martin Liebman de Blu-Ray.com calificó la película como "una película de acción horriblemente aburrida", criticando la actuación, el guion y el diseño de producción. Jay Krieger de Cultured Vultures dijo que la película se siente "hecha por fans" y "decepcionantemente inadecuada", criticando la trama, los huevos de Pascua, los personajes y la inferioridad de la película anterior del 2005. Le dio a la película un 3.0 sobre 10 y criticó la acción, los personajes, la trama, la falta de originalidad, el humor, los efectos visuales y la fotografía. Jay Gervais de Dead Entertainment calificó la película como "sorprendentemente terrible", criticando a los personajes como "desagradables y olvidables", el énfasis de la película en los zombis en lugar de los demonios, la acción repetitiva y la falta de las cualidades atractivas de los juegos y Gervais recomendó "saltearlo".
Mike Sprague de JoBlo.com le dio a la película 7/10 estrellas, elogió la acción de la película, la mejora con respecto a la película anterior del 2005 y la calificó como "visible". William Bibbiani de Bloody Disgusting calificó la película como "un thriller de acción de ciencia ficción modesto, pero efectivo", calificándolo mejor que la mayoría de las adaptaciones de juegos, afirmando, "Doom: Annihilation no es uno de los malos". Phil Wheat de Nerdly dijo que la película fue una de las mejores adaptaciones del juego, elogiando los huevos de Pascua, los personajes, las ideas sobre la película anterior y la dirección. Christopher Cross, de Goomba Stomp, calificó la película como una "película B sólida" y un "absoluto deleite", dijo que la historia y los personajes eran "rígidos y sin vida", pero elogió el uso de efectos prácticos y sus mejoras con respecto a su adaptación predecesora. John Noonan de Horror News calificó la película como una "colosal pérdida de tiempo", elogiando los huevos de Pascua, pero criticando la falta de diversión, sustos, acción, sangre y su ritmo lento.

## Posible secuela
En diciembre de 2018, meses antes de su lanzamiento, Giglio respondió a un usuario en Twitter que preguntó si los Barones del Infierno aparecerían en la película, y declaró que podría guardarlos para la posible secuela de la película.